# A5501T
A5501T（えーごーごーぜろいちてぃー）は、東芝が開発した、KDDIおよび沖縄セルラー電話のauブランドのCDMA 1Xの携帯電話である。

## 概要
A5304Tの事実上の後継機種で、初のEZナビウォークに対応した機種である。

付属のケーブルを使ってテレビと接続することが可能で、動画や写真のスライドショーが可能である。ただし、著作権保護されているデータは表示できない。

また、東芝では初となるメガピクセルカメラ搭載モデルでもある。

## 沿革
- 2003年10月6日 - KDDIより発表。
- 2003年10月24日 - 発売開始。